# Хапово (Новосибирская область)
Ха́пово— деревня в Здвинском районе Новосибирской области. Входит в состав Нижнечулымского сельсовета.

## География
Площадь деревни — 76 гектаров.

## Население
| 2002 | 2007 | 2010 |
| ---- | ---- | ---- |
| 282  | ↘246 | ↘245 |

## Инфраструктура
В деревне по данным на 2007 год функционируют 1 учреждение здравоохранения, 1 образовательное учреждение.